# Litteraturåret 1891

## Priser och utmärkelser
- Kungliga priset – Carl Alfred Cornelius

## Nya böcker

### A – G
- De rödhårigas förening av Arthur Conan Doyle
- Dikter: andra samlingen av Viktor Rydberg
- Dorian Grays porträtt av Oscar Wilde
- Duellen av Anton Tjechov
- En skandal i Böhmen av Arthur Conan Doyle
- Erik Ejegod av Henry Rider Haggard
- Glädjens blomster av Amanda Kerfstedt
- Guitarr och dragharmonika av Gustaf Fröding (debut)
- Gösta Berlings saga av Selma Lagerlöf (debut)[1]

### H – N
- Jacob av Alexander Kielland
- Là-bas av Joris-Karl Huysmans
- Mistress Branican av Jules Verne

### O – U
- Pengar av Émile Zola
- Tess av d'Urberville av Thomas Hardy
- Tre komedier av Anne Charlotte Leffler
- Troll av Jonas Lie

### V – Ö
- Vapensmeden : hägringar från reformationstiden, roman av Viktor Rydberg

## Födda
- 8 mars – Ragnar Josephson, svensk konsthistoriker, författare och chef för Dramaten.
- 29 mars – Yvan Goll, pseudonym för Isaac Lang, tysk-fransk (tvåspråkig) judisk författare.
- 31 mars – Ester Blenda Nordström, svensk journalist och författare.
- 15 maj – Mihail Bulgakov, rysk författare.
- 23 maj – Pär Lagerkvist, svensk författare, nobelpristagare.
- 1 juli – Sten Selander, svensk poet, essäist och botaniker, ledamot av Svenska Akademien 1953–1957.
- 10 december – Nelly Sachs, tysk-svensk författare och mottagare av Nobelpriset i litteratur 1966.
- 26 december – Henry Miller, amerikansk författare.

## Avlidna
- 28 september – Herman Melville, 72, amerikansk författare.
- 10 november – Arthur Rimbaud, 37, fransk poet.

### Fotnoter
1. ↑  ”Selma Lagerlöfs böcker”. Arkiverad från originalet den 27 augusti 2011. https://web.archive.org/web/20110827002154/http://selmalagerlof.org/bocker.html. Läst 12 april 2011.